# Lifes Rich Pageant
Lifes Rich Pageant er det fjerde studiealbum fra det amerikanske alternative rockband R.E.M., der blev udgivet i 1986 på I.R.S. Records. R.E.M. valgte Don Gehman til at producere albummet, som blev indspillet i John Mellencamps Belmont Mall Studios i Belmon, Indiana.
Albummet blev godt modtaget af anmelderne.

## Spor
Alle sange er skrevet af Bill Berry, Peter Buck, Mike Mills og Michael Stipe med mindre andet er noteret.
Side et – "Dinner side"
1. "Begin the Begin" – 3:28
2. "These Days" – 3:24
3. "Fall on Me" – 2:50
4. "Cuyahoga" – 4:19
5. "Hyena" – 2:50
6. "Underneath the Bunker" – 1:25

Side to – "Supper side"
1. "The Flowers of Guatemala" – 3:55
2. "I Believe" – 3:49
3. "What If We Give It Away?" – 3:33
4. "Just a Touch" – 3:00
5. "Swan Swan H" – 2:42
6. "Superman" (Mitchell Bottler og Gary Zekley) – 2:52

1993 I.R.S. Vintage Years genudgivelse med bonus tracks
1. "Tired of Singing Trouble" – 0:59
  - Previously unreleased
2. "Rotary Ten" – 1:58
  - B-side of "Fall On Me" American 7" single
3. "Toys in the Attic" (Steve Tyler, Joe Perry) – 2:26
  - B-side of "Fall On Me" British 12" single
4. "Just a Touch" (Live in studio) – 2:38
  - Previously unreleased version, recorded live to 2-track during Reckoning sessions, 1984
5. "Dream (All I Have to Do)" (Felice and Boudleaux Bryant) – 2:38
  - Originally released on the soundtrack to the film Athens, GA: Inside Out, 1987
6. "Swan Swan H" (Acoustic version) – 2:41
  - Originally released on the soundtrack to the film Athens, GA: Inside Out, 1987

- Note: "Rotary Ten" og "Toys in the Attic" findes på Dead Letter Office.

2011 25th Anniversary Edition genudgivet med bonus tracks (The Athens Demos)
1. "Fall On Me" – 2:50
2. "Hyena" – 2:50
3. "March Song" ("King of Birds" demo) – 3:46
4. "These Days" – 3:36
5. "Bad Day" – 3:26
6. "Salsa" ("Underneath the Bunker" demo) – 1:32
7. "Swan Swan H" – 2:39
8. "Flowers of Guatemala" – 3:29
9. "Begin the Begin" – 3:44
10. "Cuyahoga" – 4:33
11. "I Believe" – 3:37
12. "Out of Tune" – 0:34
13. "Jazz" ("Rotary Ten" demo) – 1:13
14. "Theme from Two Steps Onward" – 4:24
15. "Just a Touch" – 2:31
16. "Mystery to Me" – 2:07
17. "Wait" – 2:10
18. "All the Right Friends" – 3:40
19. "Get On Their Way" ("What If We Give It Away?" demo) – 3:17